# Olena Starikova
Olena Starikova, née le 22 avril 1996 à Kharkiv, est une coureuse cycliste ukrainienne. Elle est notamment championne d'Europe du keirin en 2020.

## Biographie
Au mois d'août 2018 elle se classe deuxième du championnat d'Europe du 500 mètres contre-la-montre.

## Palmarès

### Jeux olympiques
- Tokyo 2020
  -  Médaillée d'argent de la vitesse individuelle
  - 8e de la vitesse par équipes
  - 4e du keirin

### Championnats du monde
- Cali 2014
  - 8e de la vitesse par équipes
- Saint-Quentin-en-Yvelines 2015
  - 14e de la vitesse par équipes
- Londres 2016
  - 13e de la vitesse par équipes
- Hong Kong 2017
  - 11e du 500 mètres
  - 25e du keirin
  - 25e de la vitesse
- Apeldoorn 2018
  - 5e du 500 mètres[2]
  - 10e de la vitesse individuelle (éliminée en huitième de finale)[3]
- Pruszków 2019
  -  Médaillée d'argent du 500 mètres
  - 5e de la vitesse individuelle (éliminée en quart de finale)[4]
  - 12e de la vitesse par équipe[5]

### Coupe du monde
- 2016-2017
  - Classement général de la vitesse
- 2017-2018
  - 1re de la vitesse par équipes à Santiago (avec Lyubov Basova)
  - 3e du 500 mètres à Pruszków
- 2018-2019
  - Classement général du 500 mètres
  - 1re du 500 mètres à Berlin
  - Classement général de la vitesse
  - 2e de la vitesse à Cambridge
  - 2e de la vitesse par équipes à Hong Kong
  - 3e de la vitesse à Berlin
  - 3e de la vitesse par équipes à Saint-Quentin-en-Yvelines
- 2019-2020
  - 3e de la vitesse à Glasgow

### Ligue des champions
- 2021
  - 1re du keirin à Londres (II)
  - 2e du keirin à Londres (I)
  - 3e de la vitesse à Panevėžys
- 2022
  - 1re de la vitesse à Londres (I)
  - 3e de la vitesse à Palma
  - 3e de la vitesse à Paris

### Championnats d'Europe
| Épreuve / Édition     | 500 mètres | Keirin | Vitesse individuelle | Vitesse par équipes |
| Anadia 2014 (juniors) | Bronze     |        |                      |                     |
| Anadia 2017 (espoirs) | Argent     |        | Or                   |                     |
| Glasgow 2018          | Argent     |        |                      | Argent              |
| Apeldoorn 2019        | Bronze     |        | Argent               |                     |
| Plovdiv 2020          |            | Or     | Bronze               | Bronze              |
| Granges 2021          |            | Argent |                      |                     |
| Munich 2022           | Argent     | Bronze | 9e                   |                     |

### Jeux européens
| Édition / Épreuve | 500 mètres |
| Minsk 2019        | Argent     |

### Championnats nationaux
- Championne d'Ukraine de vitesse par équipes en 2015, 2018 et 2019
- Championne d'Ukraine du 500 mètres en 2016, 2017, 2018 et 2019
- Championne d'Ukraine de keirin en 2016 et 2018
- Championne d'Ukraine de vitesse individuelle en 2016, 2018 et 2019